# Oranjegeel kalkkopje
Het oranjegeel kalkkopje (Physarum auriscalpium) is een slijmzwam behorend tot de familie Physaraceae. Het leeft saprotroof op hout van loofbomen en -struiken.

## Verspreiding
In Nederland komt het uiterst zeldzaam voor. 